# Юкатанский кактусовый крапивник
Юкатанский кактусовый крапивник (лат. Campylorhynchus yucatanicus) — вид птиц из семейства крапивниковых (Troglodytidae). Подвидов не выделяют. Эндемик Мексики.

## Описание
Юкатанский кактусовый крапивник достигает длины около 18 см при массе от 31 до 40 г. Половой диморфизм не выражен. Лицо беловатое с грязно-белой полосой над глазами, тёмно-коричневый полоской вокруг глаз; макушка серовато-коричневая. Плечи и спина тёмно-коричневые с белыми продольными полосами, крылья коричневые с тёмно-коричневыми и белыми полосами. Хвост чёрный с серыми полосами, с белыми кончиками некоторых наружных перьев. Подбородок, горло и грудь грязно-белые с тонкими продольными полосами, которые более заметны на груди.
Бока полосатые, нижняя часть хвоста покрыта матовыми черноватыми полосами. Радужная оболочка красновато-коричневая. Клюв серовато-чёрный с чуть более бледным серовато-роговым основанием подклювья. Ноги тёмно-серые. 
У молодых особей отметины менее чётко прорисованы, полосы на кроющих перьях крыльях желтовато-коричневые. Глаза выглядят коричневатыми.

## Распространение и места обитания
Юкатанский кактусовый крапивник является эндемиком прибрежной полосы северной части полуострова Юкатан. Предпочитаемыми местами обитания являются засушливые районы с кустарником и крупными кактусами, а также края пастбищ. Ареал размножения ограничен полосой шириной около километра, окаймляющей мангровые леса у побережья.

## Биология
Юкатанский кактусовый крапивник обычно встречается парами или небольшими семейными группами и добывает пищу среди листвы и на земле. Состав рациона не описан.

### Размножение
Сезон размножения юкатанского кактусового крапивника длится с мая по июль. Гнездо строят представители обоих полов. Гнездо представляет собой травяной шар яйцевидной формы с боковым входом, обычно расположенный на высоте около двух-трёх метров над землёй в кустах. Гнездо не такое сферическое, как у большого кактусового крапивника, и редко строится внутри кактуса. Обычно сооружается несколько гнёзд, которые, как полагают, служат спальными гнёздами. Яйца до сих пор не описаны. Кладка состоит в среднем из трёх яиц. Инкубация длится от 15 до 17 дней. Птенцы оперяются в возрасте от 14 до 19 дней. Кормление птенцов осуществляется обоими родителями, иногда помощниками. Выживает в среднем 46% выводка, остальные птенцы в основном становятся жертвами хищников.